# Далбело
Далбело (на английски: Dalbello) е артистичен псевдоним на Лиса Дал Бело (Lisa Dal Bello), канадска певица и авторка на песни.
Нейната кариера може да се раздели на 2 части – от 1977 до 1981 г. издава 3 поп албума под пълното си име. От 1984 т. насам използва името Далбело, като дотогава е записала 3 рок албума.
Родена е в Торонто, провинция Онтарио през 1958 г.

## Кариера
Лиса получава първия си контакт с музикална фирма, когато е на 17 години. През 1997 г. записва едноименния си дебютен албум в жанра поп/фънк. Албумът печели награда Juno за най-обещаващ нов изпълнител. Вторият ѝ албум Pretty Girls (красиви момичета), записан две години по-късно, бива номиниран за същата награда, макар да не печели. Третият ѝ албум Drastic Measures (драстични мерки) излиза през 1981. В този албум тя колаборира с музикални изпълнители като Брайън Адамс.
Променяйки своя светоглед, Далбело прави тригодишна пауза в своята кариера. През 1984 г. излиза първият ѝ рок албум, създаден заедно с китариста Мик Ронсън (Mick Ronson), под артистичния псевдоним Далбело. Озаглавен е Whomanfoursays, омофон на Human forces (човешки сили). Албумът отбелязва голям успех в Канада с песните I'm gonna get close to you (Ще се приближа към теб), по-късно презаписан от канадската метъл група Queensrÿche и Animal (Животно), включващ вокала на лесбийската рок икона Керъл Поуп.
Поради неразбирателства, дуото Мик и Лиса се разпада. Петият ѝ албум, She (тя), излиза през 1987. Въпреки коренно различното си звучене от предходните албуми, Далбело бележи огромен успех с песните си Tango (Танго), Talk To Me (Говори с мен) Black on black (Черно на черно), включена в саундтрака на филма 9½ Weeks (Девет седмици и половина).
През 1991 г. Лиса е напът да запише 6-ти студиен албум, като за целта отново решава да сътрудничи с Ронсън, но преди да се стигне до записване, Ронсън умира през 1993 г. 3 години след смъртта му Далбело записва и издава 6-ия си студиен албум Whore („Курва“). Албумът включва 10 парчета, като този път Лиса залага на хардрок/хевиметъл звучене.